# 150 Nuva
150 Nuva (mednarodno ime je 150 Nuwa) je velik in izredno temen asteroid v glavnem asteroidnem pasu. Kaže značilnosti dveh tipov asteroidov (tipa C in tipa X) .

## Odkritje
Asteroid je odkril kanadsko-ameriški astronom James Craig Watson (1845 – 1904) 18. oktobra 1875 .
Poimenovan je po boginji Nuvi (kitajsko 女媧) v kitajski mitologiji.

## Lastnosti
Asteroid Nuva obkroži Sonce v 5,15 letih. Njegova tirnica ima izsrednost 0,129, nagnjena pa je za 2,191° proti ekliptiki. Njegov premer je 151,13 km, okoli svoje osi pa se zavrti v 8,140 h . 
Na površini ima preproste ogljikove spojine. Zaradi tega je tudi tako temna.